# Smokestack Lightning
«Smokestack Lightning» (також «Smoke Stack Lightning» або «Smokestack Lightnin'») — блюзова пісня, записана Гауліном Вулфом 1956 року. Один з найпопулярніших та найвпливовіших блюзових стандартів, у наступні роки багаторазово виконаний та інтерпретований іншими співаками.

## Опис
В тій чи іншій варіації Гаулін Вулф виконував «Smokestack Lightning» принаймні з початку 1930-х років, коли виступав разом з Чарлі Паттоном у Дельті Міссісіпі. Пісню описано як «гіпнотичну одноакордову композицію», що базується на попередніх блюзових творах, зокрема «Big Road Blues» (1928, Victor No. 21279) Томмі Джонсона, «Stop and Listen Blues» (1930, OKeh 8807) кантрі-блюзового гурту «Mississippi Sheiks» та «Moon Going Down» (1930, Paramount 13014) Чарлі Паттона 1951 року він записав для RPM Records пісню «Crying at Daybreak», що містила рядки з попереднього тексту «Mississippi Sheiks». За словами Вулфа, «Smokestack Lightning» натхнена романтикою вогнів нічних потягів, іскрами, що летять у темряві з димової труби локомотива. «Це не стільки пісня, — вважає Тед Джоя, — скільки настрій, що нагадує про пізню ніч, про блюзові відчуття, які не піддаються глибокому аналізу. Текст пісні — це трохи більше, ніж набір образів, деякі з них — позачасові блюзові поїзди та недобрі жінки — але вони створюють потужний загальний ефект».
Запис «Smokestack Lightning» відбувся в чиказькій студії Chess у січні 1956 року. Гаулін Вулф виконав вокальну партію у супроводі губної гармоніки, оригінальну гітарну лінію створив Г'юберт Самлін, іншу підтримку солісту склали Осія Лі Кеннард (фортепіано), Віллі Джонсон (гітара), Віллі Діксон (бас) та Ерл Філліпс (ударні).
1956 року «Smokestack Lightning» посіла 11 місце в чарті Billboard R&B. В часи захоплення рітм-енд-блюзом 1960-х років, британські гурти постійно переспівували «Smokestack Lightning» На хвилі відновлення популярності пісні Pye International Records включив її до альбому-компіляції «The Blues Volume 1» (NPL.28030), що вийшов у Великій Британії у листопаді 1963 року, і випустив сингл «Smokestack Lightnin'» / «Goin' Down Slow» (7N.25244) у травні наступного року, який посів у чарті 42 місце. Пісня також увійшла до сольних альбомів Гауліна Вулфа Moanin' in the Moonlight (1959, Chess LP-1434) та The Howlin' Wolf Album (1969, Cadet Concept LPS-319).

## Визнання
У рецензії на пісню для AllMusic Білл Яновиц охарактеризував «Smokestack Lightning» як майже дистильовану суть блюзу, його примітивне і необроблене представлення, чисте і співуче. «Вулф щиро звучить як людина в невимовній агонії у пошуках слів». 
1985 року «Smokestack Lightnin'» (Chess 1618) внесено до Зали слави блюзу як «Класичний блюзовий запис — сингл або альбомний трек». 1999 року, на знак вшанування її тривалого історичного значення, пісню уведено до Зали слави Греммі
«Smokestack Lightning» увійшла до списку «500 пісень, що сформували рок-н-рол» Зали слави рок-н-ролу, а також посідає 291 місце у «Списку 500 найкращих пісень усіх часів» журналу «Rolling Stone»
2009 року «Smokestack Lightning» відібрано для постійного зберігання у Національному реєстрі звукозаписів Бібліотеки Конгресу США як таку, що має історичне, культурне або естетичне значення для американської культури